# 侯莫陈道生
侯莫陈道生（493年—543年），原姓刘氏，朔州武川镇（今内蒙古自治区呼和浩特市武川县）人，北魏、西魏官员。

## 生平
北魏正光五年（524年），侯莫陈道生出任统军，隶属于天柱大将军尔朱荣征讨北海王元颢。永安三年（530年），侯莫陈道生随太师贺拔胜西入关中，很快转任别将。永熙三年（534年），侯莫陈道生补任都督。宇文泰控制贺拔胜军团后，对侯莫陈道生予以重用。侯莫陈道生参与沙苑之战，因功出任骠骑大将军、金紫光禄大夫，封鄠县开国公，食邑五百户。大统九年（543年），侯莫陈道生改姓侯莫陈氏，随大将军拓跋远率军经过始阳县，患上疾病，在军中去世，虚岁五十一，朝廷赠予持节、都督、朔州刺史，西魏文帝又诏令更改赠予使持节、骠骑大将军、开府仪同三司、都督宜敷绛三州诸军事、敷州刺史，谥号某公，天和五年（570年）十月葬于京兆某县洪源乡。

## 家庭

### 父亲
- 刘少兴，北魏武川镇镇将[1]

### 夫人
- 拓跋氏，封安邑郡夫人，天和五年六月去世，同年十月与侯莫陈道生合葬于京兆某县洪源乡[1]